# Ratolí marsupial triratllat de Wau
El ratolí marsupial triratllat de Wau (Myoictis wavicus) és una espècie de marsupial del gènere Myoictis. De mitjana, pesa 122 g i té una llargada de cap a gropa de 170 mm. El pelatge de la cua de Myoictis wavicus és més curt que el d'altres espècies del seu gènere. La femella té quatre mugrons. Viu al vessant septentrional de la Serralada Central, a prop de Wau (Papua Nova Guinea).